# Cesar de Paepe
Cesar de Paepe, belgijski zdravnik, časnikar in anarhistični revolucionar, * 12. julij 1841, Ostende, Belgija, † 19. december 1890, Cannes, Francija.
Bil je organizator Internacionale v Belgiji in sodeloval na obeh konferencah in treh kongresih I. internacionale. Že leta 1868 je na teoretični ravni združil Bakuninovo idejo podružbljanja (uvajanja kolektivizma) s Proudhonovo idejo mutualizma in tako ustvaril klasično podobo anarho-kolektivizma.